# Helgøya kyrka
Helgøya kyrka (norska: Helgøya kirke) ligger i Nes socken i Ringsakers kommun, Innlandet fylke, Norge. Kyrkan är placerad på Helgøya – Norges största ö i en sjö (Mjøsa).

## Kyrkobyggnaden
Helgøya kyrka uppfördes år 1870 efter ritningar av arkitekt Jacob Wilhelm Nordan. Kyrkan består av ett långhus med kor i öster och kyrktorn i väster. Öster om koret finns en smalare och lägre sakristia.

## Inventarier
- Altartavlan är utförd år 1953 av Ragnhild Butenschøn och består ett altarskåp vars mittparti visar korsfästelsen med Maria och Johannes (Johannes 19:26-27).
- Predikstolen och dopfunten är jämngamla med kyrkan.
- Nuvarande orgel är tillverkad av Norsk Orgel- og Harmoniumfabrikk. Den kom till kyrkan år 1981 eller år 1983.

## Historia

### Medeltida bakgrund

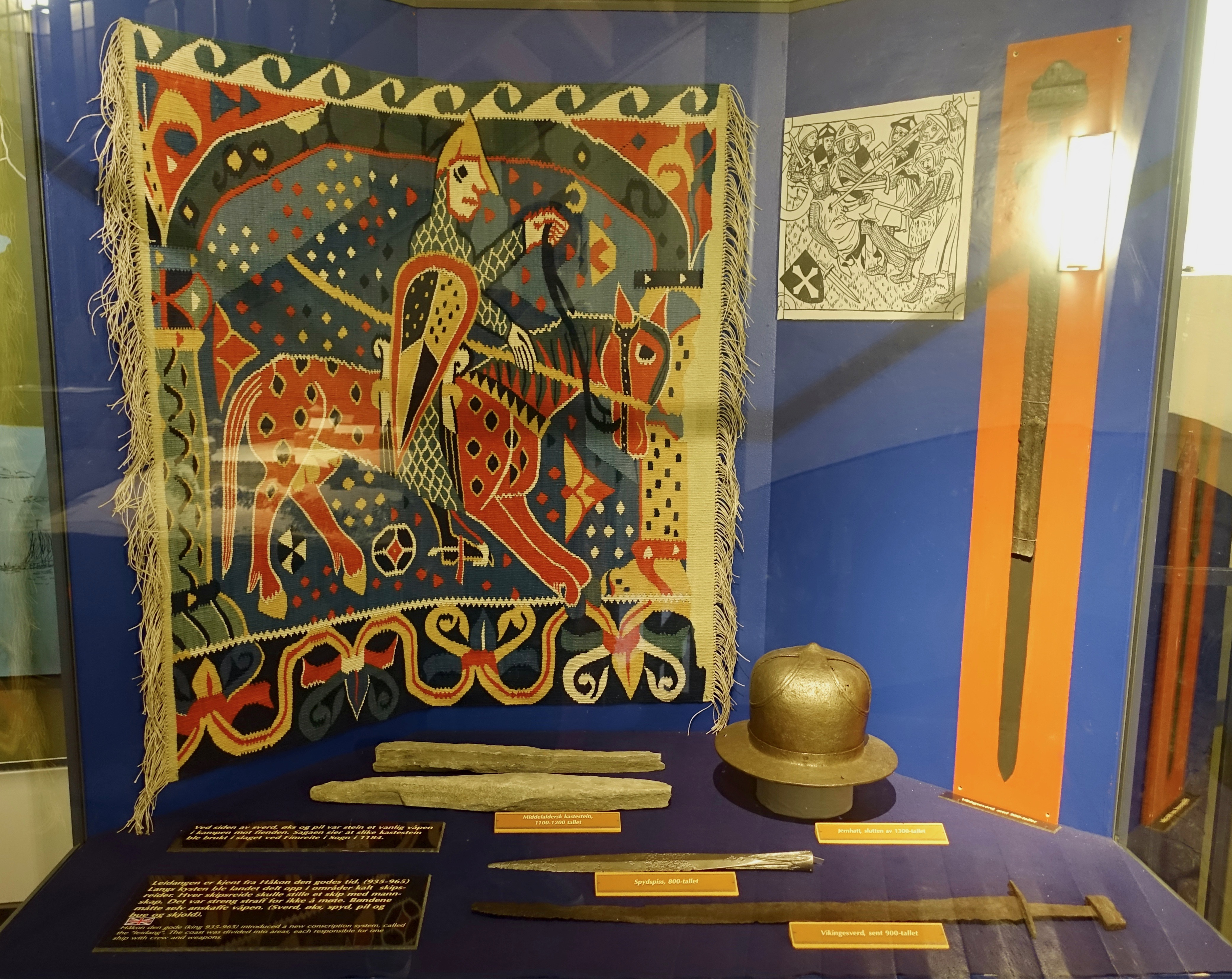
Baldisholsteppet är en medeltida gobeläng som ursprungligen kom från Helgöya gamla kyrka vid Holvinsholm.

Den första kyrkan på Helgøya verkar ha varit Hovinsholm kyrka, vid storgården Hovinsholm. Det är möjligt att kyrkan byggts under tidigt 1000-tal, men källmaterialet är osäkert och den exakta platsen okänd. Vid biskopsvisitationen i närbelägna centralorten Nes, på fastlandet, noterades 1594 att kyrkan nu låg öde. Byggnadsmaterialet överfördes till Baldishols kyrka på Nes år 1612. Från den tiden verkar Helgøyborna ha tillhört Baldishols församling och betalat sitt tionden dit. Ända till 1722 tillsattes kirkevergen, ungefär jämförbart med det historiska ämbetet som kyrkvärd, med en öbo.
I samband med att kyrkan flyttades frånHelgøya fördes även det så kallade Baldishovsteppet, en gobeläng med vad som antas vara bilder av alla årets månader, över till fastlandet. Gobelängen hittades under kyrkans golv 1879 när kyrkan revs, och har C14-daterats till perioden 1040–1190.

### Ny kyrka på Helgøya
Kyrkan i Baldishol var länge undermålig. När byggnadsmaterialet fördes över från Helgøya var det för att kunna reparera och bygga ut kyrkan. Men förfallet fortsatte, och redan 1819 försökte församlingen få lägga ned den. Först på 1850-talet skedde en förändring, då 1851 års kyrkolag krävde att kyrkorna i Nes socken skulle ha plats för ungefär 1 200 besökare en vanlig söndag. Det kravet uppnåddes inte. Av ekonomiska skäl kom det dock att dröja två decennier innan några nya kyrkor byggdes i församlingen. Det första nybygget som blev färdigt var Helgøya kyrka, 1870.

### Andra världskriget
Under Andra världskriget kom både biskopar och präster att lägga ned sina ämbeten, för att inte stå i den tyska nazistiska ockupationsmaktens tjänst. Motståndet fick namnet kirkekampen, och Helgøya spelade en viktig roll i motståndet.
Den 2 juli 1944 ordnades en hemlig prästvigning i Helgøya kyrka. Bakgrunden var att många församlingar saknade präster, inte minst till följd av att präster förvisats från sina hemorter. I Lillehammer bodde exempelvis 20 präster och 3 biskopar som blivit arresterade och förvisade dit. Wollert Krohn-Hansen, biskop i Hålogaland stift, var sedan 1943 förvisad till Helgøya. Under täckmantel av Den norske sjømannsmisjons kretsstämma kunde ett större antal präster och 18 ordinander samlas på Helgøya. Kretsstämman med tillhörande gudstjänst genomfördes under dagen. På kvällen hölls en ny gudstjänst, denna gång utan andra deltagare än biskopen, hans medhjälpare och ordinanderna. Prästvigningen i Hamar stift var den enda av sitt slag under kriget, och förklarades kyrkorättsligt giltig av regeringen efter att kriget tagit slut.
Helgøya fortsatte att spela en viktig roll för Norska kyrkan under kriget. Under sommaren och hösten 1944 fortsatte myndigheterna att förvisa präster. I december 1944 skickades totalt 48 präster, två domprostar och fyra biskopar, flera av dem med familj, vidare till Helgøya, där de vistades till krigsslutet.